# Чёрная рада (роман)
«Чёрная ра́да» (укр. Чорна рада) — исторический роман об Украине, написанный украинским писателем Пантелеймоном Кулишом, первые главы которого были опубликованы в 1845 году. В этой «хронике исторических событий» автор воспроизвёл известные исторические события — чёрную раду в Нежине в 1663 году. Произведение было написано под влиянием исторических романов Вальтера Скотта.

## Главные персонажи
Всех персонажей произведения можно условно разделить на две группы: реальные исторические фигуры, деятели эпохи Руины с одной стороны, и вымышленные Кулишом романтические образы, являющиеся преимущественно представителями простого народа и казачества.
К первой группе персонажей можно отнести:
- Павел Тетеря
- Яким Сомко
- Иван Брюховецкий
- Писарь Вуяхевич

Ко второй группе относятся:
- казак Черевань
- Васюта
- Матвей Гвинтовка
- полковник Шрам
- Кирилл Тур
- Пётр
- Леся

## Проблематика
Писатель акцентирует внимание на противоречиях между простыми казаками и старши́ной, между мещанами и шляхтичами, между городовыми казаками и запорожцами.
Определяющим сюжетным «полигоном» для характерологической выразительности героев является путь, в который отправляется казак Шрам с сыном Петром, направляясь к Якиму Сомко. Во время путешествия они встречают разных по социальному статусу и политическим взглядам людей.

## Композиция
Композиция романа насыщена приключенческими элементами. В частности, это эпизоды с похищением Леси, рыцарский поединок, запорожский суд и наказание. Кульминационной сценой является сама «чёрная рада» 1663 года. В ней берёт верх коварство демагога Ивана Брюховецкого.

## Значение в украинской литературе
«Черная рада» — первый в украинской литературе исторический роман. Его наибольшую ценность австро-венгерский поэт и литературовед Богдан Лепкий видел в «унынии-тоске по лучшим временам, в охоте выскочить из ига, в порыве к героическим поступкам, которые пробуждаются в читателе под влиянием „Чёрной рады“…».
По мнению литературоведа Николая Зерова, главной тенденцией романа, которую сформулировал сам Кулиш, было «показать политическое ничтожество Малороссии». «Чёрная рада», по его мнению, всё равно отмечает «и могущество, и слабость духовной жизни народа». Правда, то же говорит и Кулиш. Вспомнив о «политическом ничтожестве» периода Гетьманщины, он одновременно заявляет, что «не ничтожный народ присоединился в XVII веке к Российской Империи», что в этом народе были и характеры, и чувство собственного достоинства, и «начала высшей гражданственности».

## Экранизация
В 2002 году вышел украинский исторический фильм «Чёрная рада».